# Irish Wish
Irish Wish és una pel·lícula de comèdia romàntica fantàstica nord-americana del 2024 dirigida per Janeen Damian i escrita per Kirsten Hansen. És protagonitzada per Lindsay Lohan i marca el seu segon projecte consecutiu amb Netflix. Ed Speleers, Alexander Vlahos, Ayesha Curry, Elizabeth Tan i Jane Seymour protagonitzen papers secundaris.
La trama segueix un editor de llibres, interpretat per Lohan, l'home dels seus somnis està a dies de casar-se amb el seu millor amic a Irlanda quan un desig espontani fet en una pedra antiga altera màgicament el seu destí i la converteix en la núvia. La pel·lícula es va anunciar oficialment el setembre de 2022 i va començar la producció a Irlanda aquell mateix mes. Es va estrenar el 15 de març de 2024 a Netflix. Ha estat subtitulada al català.

## Sinopsi
Quan l'amor de la seva vida es compromet amb la seva millor amiga, Maddie deixa els seus sentiments de banda per ser dama d'honor a casament a Irlanda. Dies abans que la parella es casi, Maddie demana un desig espontani d'amor veritable, només per despertar-se com la núvia futura. Amb el seu somni aparentment fet realitat, Maddie aviat s'adona que la seva veritable ànima bessona és algú completament diferent.

## Repartiment
- Lindsay Lohan com a Madeline "Maddie" Kelly
- Ed Speleers com a James Thomas
- Alexander Vlahos com a Paul Kennedy
- Ayesha Curry com a Heather
- Elizabeth Tan com a Emma Taylor
- Jane Seymour com a Rosemary Kelly